# Iglesia de San Nicolás (Spandau)
La Iglesia de San Nicolás (en alemán: St. Nikolai Kirche) es un templo protestante alemán en estilo gótico, ubicado en el distrito de Spandau, en Berlín. Pertenece a la diócesis de la Iglesia Evangélica Berlin-Brandenburg-schlesische Oberlausitz (EKBO), una de las 20 diócesis de la Iglesia evangélica en Alemania (EKD). Se localiza dentro del casco histórico del distrito berlinés. 

## Historia
La edificación actual, fue construida en el siglo XIV, sobre una antigua iglesia católica de la cual se tiene primer registro documentado en 1240 como «ecclesia forensis» (Iglesia del Mercado en latín). La iglesia, que se encuentra bajo la advocación de San Nicolás de Bari, santo patrono de la gente de mar, los comerciantes ambulantes y los niños; por lo que pudo haber sido nombrada con ese patronazgo, al encontrarse cerca a un centro comercial medieval de la localidad, además de su proximidad al río Havel, que es navegable. Los habitantes locales de Spandau se negaron a pagar una indemnización para hacerse cargo de manera independiente de la iglesia, por lo que hasta la Reforma protestante, se mantuvo dependiente del monasterio benedictino que se encontraba en las cercanías. 
El 1 de noviembre de 1539, el príncipe elector Joaquín II de Brandeburgo se convirtió oficialmente al protestantismo luterano. Su madre, la electora Isabel de Dinamarca, Noruega y Suecia, ya se había convertido protestante en 1527, por lo que se fue de Brandenburgo hasta que se dieran las condiciones para poder profesar su fe en base a las enseñanzas luteranas, viviendo por diez años en Spandau a su regreso a Berlín, desde 1545 hasta su fallecimiento.
Durante las guerras napoleónicas, se suscitó una batalla en los alrededores de la iglesia, la cual es recordada con una bola de cañón incrustada en la fachada norte del templo, la cual fue colocada ahí en 1839. Ese mismo año, comenzó una completa restauración de la iglesia bajo la dirección de Karl Friedrich Schinkel, que fue terminada con motivo de las celeberaciones por los 300 años de la introducción de la Reforma en dicho templo, y cuya ceremonia de inauguración contó con la asistencia del rey Federico Guillermo III de Prusia y su familia. 

## Componentes
El interior consta de tres naves, donde en la nave central se encuentra el altar mayor, con un retablo en estilo renacentista. La pila bautismal hecha en bronce es la pieza más antigua que se conserva en la iglesia, que de acuerdo a su grabado dice que fue puesta el 8 de septiembre de 1398, con una base tetramorfa masculina, la cual representa a los cuatro apóstoles del Evangelio. En su exterior construido en ladrillo se ubica la torre del campanario, la cual fue por siglos la edificación más alta de Spandau, siendo de gran utilidad para cumplir funciones de vigilancia del sector occidental de la actual área de Berlín. El actual órgano fue construido por la compañía Hermann Eule Orgelbau Bautzen (Opus 610) e inaugurado en 1996.

## Entorno

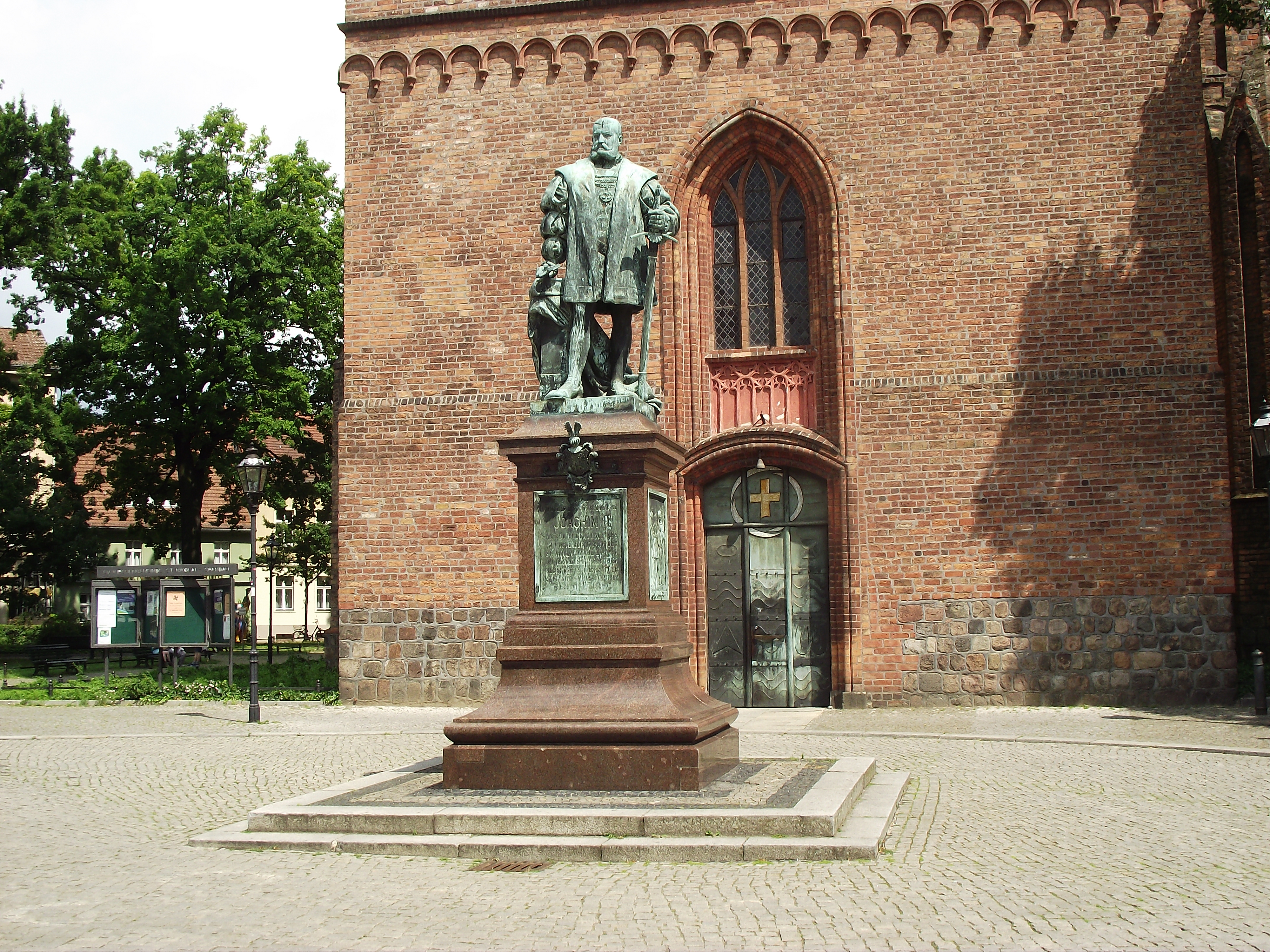
Estatua de Joaquín II de Brandenburgo en el acceso principal a la iglesia.

A las afueras del principal acceso a la iglesia y frente a la torre del campanario, se encuentra una estatua en homenaje al príncipe elector del margraviato de Brandenburgo, Joaquín II, obra hecha por el escultor alemán Erdmann Encke. Frente a la iglesia se encuentra su museo parroquial y café, llamado Spandovia Sacra, que almacena piezas históricas del templo, entre las que destaca una biblioteca con más de 3 mil tomos, cuyo manuscrito más antiguo data del año 1447, que además cumple funciones de archivo para fines eclesiásticos.